# Formula di Wilson-Sommerfeld

Orbite ellittiche di Sommerfeld con la stessa energia e momento angolare quantizzato.

La formula di Wilson-Sommerfeld ha rappresentato un tentativo di miglioramento del modello dell'atomo di Bohr, portando alla definizione di un modello detto di Bohr-Sommerfeld.

## Descrizione
Arnold Sommerfeld migliorò nel 1916 il modello atomico di Bohr. Innanzitutto, vi fu un ritorno alle orbite ellittiche di tipo planetario, che Bohr aveva inizialmente introdotto (prima condizione di Bohr), ma poi sostituito con l'ipotesi semplificativa di un'orbita circolare, caso particolare di ellisse con eccentricità {\displaystyle e=0}.
Inoltre questo modello integrò la condizione del modello di Bohr sul momento angolare quantizzato {\displaystyle (L_{n}=n\hbar )} con un'ulteriore condizione di quantizzazione (radiale), suggerita dal principio di corrispondenza e nota come formula di Wilson-Sommerfeld: l'azione ridotta sull'orbita deve valere
{\displaystyle {\mathcal {A}}=\oint {\mathbf {p} \cdot \operatorname {d} \!\mathbf {q} }=nh}
dove {\displaystyle p} è il momento, {\displaystyle dq} rappresenta il differenziale della generica funzione coordinata {\displaystyle q(t)}, {\displaystyle n\in \mathbb {N} } ed {\displaystyle h} è la costante di Planck.
La descrizione attuale dell'atomo, formulata sulla base della meccanica quantistica e nota come modello ad orbitali, ha segnato una marcata evoluzione rispetto ai precedenti modelli di Bohr e di Sommerfeld.

## Esempi
Dalla formula di Wilson-Sommerfeld si può riottenere banalmente la quantizzazione del momento angolare:
{\displaystyle \oint {L\,d\phi }=nh}
La funzione periodica del tempo è in questo caso {\displaystyle \phi (t)}:
{\displaystyle nh=\int _{0}^{2\pi }{L\,d\phi }=L\int _{0}^{2\pi }d\phi =2\pi L}
ovvero
{\displaystyle L=n\hbar }
con {\displaystyle \hbar =h/(2\pi )}.
In modo simile, dalla regola precedente si può riottenere anche la legge di quantizzazione dell'energia di Planck {\displaystyle E=nh\nu }. Infatti, per un oscillatore armonico unidimensionale l'energia totale può essere scritta in termini di momento e posizione come
{\displaystyle E=K+V={\frac {p_{x}^{2}}{2m}}+{\frac {kx^{2}}{2}}}
oppure
{\displaystyle {\frac {p_{x}^{2}}{2mE}}+{\frac {x^{2}}{2\displaystyle {\frac {E}{k}}}}=1}
dove {\displaystyle k} è la costante elastica della molla. In questo modo, l'integrale della formula di quantizzazione di Wilson-Sommerfeld può essere valutato molto più semplicemente; l'equazione precedente rappresenta infatti un'ellisse di semiassi {\displaystyle b={\sqrt {2mE}}} ed {\displaystyle a={\sqrt {2E/k}}} nello spazio delle fasi x-px. Dunque:
{\displaystyle nh=\oint p_{x}\,dx=\pi ab={\frac {2\pi E}{\displaystyle {\sqrt {\frac {k}{m}}}}}}
Ma {\displaystyle {\sqrt {k/m}}=\omega =2\pi \nu } è banalmente la frequenza dell'oscillazione, da cui segue che
{\displaystyle nh={\frac {E}{\nu }}\quad \longrightarrow \quad E=nh\nu }
ovvero la legge di quantizzazione dell'energia proposta da Planck.